# Pierre-Louis Bourrel
Pour les articles homonymes, voir Bourrel.
Pas d'image ? Cliquez ici

a Compétitions nationales et continentales officielles uniquement.

Pierre-Louis Bourrel, né le 19 octobre 1992 à Limoux, est un joueur de rugby à XIII et de rugby à XV français évoluant au poste de centre. Issu d'une famille de treizistes et formé au rugby à XIII à Limoux, il rejoint à dix-sept ans le rugby à XV et la formation du Stade Toulousain. Après trois ans, il revient à XIII et signe à Toulouse puis à Carcassonne avec lequel il remporte la Coupe de France 2017.

## Biographie
Issu d'une famille treiziste, il joue à XV un certain temps, rejoignant notamment le Stade toulousain.
En 2016, il est victime d'une blessure aux ligaments croisés d'un genou qui l'éloigne huit mois des terrains.
En 2019, il est à « deux doigts de mettre un terme à sa carrière, à son retour de Rochdale » quand il répond « à l'appel de Limoux, [son] club formateur ».

## Palmarès
- Collectif :
  - Vainqueur du Championnat de France : 2023 (Limoux).
  - Vainqueur de la Coupe de France : 2017 (Carcassonne).
  - Finaliste du Championnat de France : 2015, 2016[2] (Carcassonne) et 2022 (Limoux).